# 舒哈达阿克萨医院
舒哈达阿克萨医院（阿拉伯语：‎，羅馬化：Mustashfaa shuhada' al'aqsaa alhukumii，直译：阿克萨烈士政府医院）又稱阿克萨医院，是位于加沙地带代爾拜萊赫的一家醫院，也是加沙地带中部地区唯一的医院，舒哈达阿克萨医院成立于2001年。舒哈达阿克萨医院由聯合國近東巴勒斯坦難民救濟和工程處、加沙走廊衛生部和多个非政府组织共同管理。 